# Estadio Max Augustín
El estadio Max Augustín es un estadio multiusos y multitudinario ubicado en la ciudad peruana nororiental de Iquitos, a orillas del río Amazonas. Fue inaugurado en el año 1942, y reconstruido en su totalidad para la Copa Mundial de Fútbol Sub-17 de 2005. El nombre de este estadio es materia de reiteradas controversias periodísticas, por lo que con frecuencia aparece también en diarios y revistas como «Max Agustín». El estadio puede contener a 24 576 personas, siendo el estadio más grande de la selva peruana. Tiene una cancha de fútbol con césped artificial y una pista atlética.
Escenario habitual del club de fútbol Colegio Nacional de Iquitos que juega en la Copa Perú, en los últimos años también ha servido para que el la UNAP y Los Tigres de la misma ciudad juegue sus partidos de Copa Perú en este recinto. 
Desde 2023 es la sede de Comerciantes Fútbol Club en los partidos de la Liga2.
Como gran característica que posee, es uno de los dos estadios peruanos que no tiene malla de separación entre las tribunas y la cancha de juego.

## Historia

### El "antecesor" del Max Augustín
Durante la Segunda Guerra Mundial, la ciudad de Iquitos y la Amazonía estaban dentro del punto estratégico de los aliados del conflicto armado. Para eso, se pensó establecer una base aérea. El proyecto fue puesto en ejecución con mucha prisa. Durante ese lapso, Iquitos recibió barcos de Europa, donde llegó Rubber Development Corporation, encargada en la construcción del aeropuerto. La corporación planeaba reubicar el viejo aeródromo en el nuevo terreno. Sin embargo, el otro terreno era un campo de fútbol, ubicado cerca a la Fuerza Aérea del Perú, llamado "Capitán Salaverry" (en ese entonces, conocido como el estadio "El Polígono"). "Capitán Salaverry" era muy usado para eventos futbolísticos de la ciudad, donde jugaban varios equipos como el Colegio Nacional de Iquitos. La desaparición de "Capitán Salaverry" fue reclamada en protestas por los diferentes equipos de fútbol, exigiendo un nuevo estadio.

### La construcción
El Gobierno Peruano pidió a Rubber Development construir un nuevo estadio para Iquitos. Indicaron el punto de construcción, cerca al Club Tennis Iquitos y propiedad del ciudadano alemán Max Augustín Campe. Las peticiones por el nuevo estadio se intensificaron por los aficionados y se motivó más la construcción del mismo. Según Víctor Manuel Velásquez, el predio estaba ocupado por una gran vegetación exótica.
Sin llegar al utilizar el aeródromo para la Segunda Guerra Mundial, iniciaron gradualmente el levantamiento del nuevo estadio. Construyeron una primera tribuna de 30x5 metros, hecho de cedro y moena, y con techumbre de aluminio, y se cercó todo el estadio con alambres de púas. Los iquiteños lo denominaron como el estadio de los Augustín.

### Años posteriores
No obstante, el estadio enfrentó un inconveniente: carecía de un documento que patentara la propiedad. En 1962, la construcción de un coliseo cerrado, al lado del estadio, fue un hecho difícil. El Consejo Nacional de Deportes tuvo que actualizar la documentación y así construir el proyecto. Para ello acudieron a la heredera del estadio, Luisa Augustín de Freitas, en representación de Max  Augustín Campe, quien había fallecido hace algunos años. Cuando Max Augustín falleció, dejó un legado que fue tomado por sus familiares. En ese tiempo, el Consejo Nacional de Deportes agradeció la donación a los Augustín.
En marzo de 1967, la Comisión de Deportes de Maynas decidió cambiar el nombre al actual, que entonces se denominaba "estadio oficial" pasando a ser "Max Augustín". Alrededor de ese año, el ingeniero Guillermo Toro Lira Vázquez, remodeló el estadio agregando tribunas de cemento en las alas oriente y occidente; posteriormente, se agregaron las tribunas norte y sur.
El estadio fue remodelado totalmente en 2005 con el aspecto actual.
En septiembre de 2016, una fuerte lluvia y vientos huracanados sacudieron al departamento de Loreto. Y el estadio Max Augustín, donde se jugaría el duelo entre Kola San Martín y San José, sufrió diversos daños que hasta el día de hoy no han podido ser reparados
Tema editado: la reparación de la cobertura dañada por el Huracán de casi 80 km/h que destruyó toda la tribuna occidente, fue refaccionada dos años más tarde (abril 2018) por el Instituto Peruano del Deporte con aportes del Seguro para Desastres que el IPD mantiene para todo escenario deportivo nacional.

## Partidos internacionales
| Fecha     | Partido                  | Resultado | Competición            |
| --------- | ------------------------ | --------- | ---------------------- |
| 22-9-2005 | Costa Rica - Perú        | 2-0       | Mundial Sub-17 de 2005 |
| 25-9-2005 | Turquía - China          | 5-1       | Mundial Sub-17 de 2005 |
| 26-9-2005 | Brasil - Corea del Norte | 3-1       | Mundial Sub-17 de 2005 |
| 26-3-2008 | Perú - Costa Rica        | 3-1       | Amistoso               |

## Otros eventos
El estadio Max Augustín ha tenido otros eventos no relacionados con el fútbol.
- Miguel Ángel Cornejo - Tour Excelencia, 2010.[4]
- Concierto de  Claudio Narea, 23 de septiembre de 2022.